# Can'tcha Say (You Believe in Me)/Still in Love
«Can'tcha Say (You Believe in Love)/Still in Love» —en castellano: «No puedes decir que crees en el amor/Aún enamorado»— es una canción interpretada por la banda estadounidense de rock Boston.  Fue escrita por Tom Scholz.  Aparece originalmente en el álbum Third Stage, lanzado en 1986 por MCA Records.

## Descripción
Esta melodía se divide en dos partes: «Can'tcha Say (You Believe in Me) y «Still in Love», pero, al igual como sucede con «Foreplay/Long Time», en el álbum se enlista como una sola.

## Lanzamiento y recepción
Meses después del lanzamiento de Third Stage, este tema fue publicado como sencillo bajo el nombre de «Can'tcha Say (You Believe in Me)», convirtiéndose en el cuarto del álbum antes mencionado.  Sin embargo, solamente la primera parte de la canción original fue publicada en el sencillo. En el lado B del vinilo se le adhirió la melodía «Cool the Engines», que había sido lanzado al mercado tiempo antes.
En 1987, «Can'tcha Say (You Believe in Love)/Still in Love se colocó en la 20.ª posición del Billboard Hot 100, mientras que en el listado Mainstream Rock Tracks alcanzó el puesto 7.º, esto en Estados Unidos.  En tanto en Canadá, este sencillo se ubicó en el 88.º lugar de la lista de los 100 sencillos más populares de la revista RPM el 2 de mayo del mismo año.

## Diferentes versiones
Además de la versión en formato de siete pulgadas, se publicaron otras tres versiones: dos en vinilo de 12 pulgadas —extendida y promocional— y otra en disco compacto. Las primeras dos se diferencian en que una enlista en la cara A del sencillo el tema completo —como se numera en el álbum— y en el otro, por ser promocional, numera la canción principal los dos lados del vinilo.
En la Gran Bretaña se publicó una edición del sencillo en CD, que contiene, aparte de los tres temas mencionados anteriormente, la canción «The Launch».

## Lista de canciones

### Versión en formato de 7 pulgadas
| Cara A |                                                    |              |          |  |
| N.º    | Título                                             | Escritor(es) | Duración |  |
| 1.     | «Can'tcha Say (You Believe in Me)» (versión corta) | Tom Scholz   | 3:58     |  |

| Cara B |                    |                                   |          |  |
| N.º    | Título             | Escritor(es)                      | Duración |  |
| 2.     | «Cool the Engines» | Brad Delp / Scholz / Fran Sheehan | 4:23     |  |
| 8:21   |                    |                                   |          |  |

### Versión extendida de 12 pulgadas
| Cara A |                                                                      |              |          |  |
| N.º    | Título                                                               | Escritor(es) | Duración |  |
| 1.     | «Can'tcha Say (You Believe in Me)/Still in Love» (versión del álbum) | Tom Scholz   | 5:13     |  |

| Cara B |                    |                         |          |  |
| N.º    | Título             | Escritor(es)            | Duración |  |
| 2.     | «Cool the Engines» | Delp / Scholz / Sheehan | 4:23     |  |
| 9:36   |                    |                         |          |  |

### Versión promocional de 12 pulgadas
| Cara A |                                                                      |              |          |  |
| N.º    | Título                                                               | Escritor(es) | Duración |  |
| 1.     | «Can'tcha Say (You Believe in Me)/Still in Love» (versión del álbum) | Tom Scholz   | 5:13     |  |

| Cara B |                                                                      |              |          |  |
| N.º    | Título                                                               | Escritor(es) | Duración |  |
| 2.     | «Can'tcha Say (You Believe in Me)/Still in Love» (versión del álbum) | Tom Scholz   | 5:13     |  |
| 10:26  |                                                                      |              |          |  |

### Edición británica
| Disco compacto |                                                                  |                         |          |  |
| N.º            | Título                                                           | Escritor(es)            | Duración |  |
| 1.             | «Can'tcha Say (You Believe in Me)/Still in Love»                 | Tom Scholz              | 5:13     |  |
| 2.             | «The Launch - a) ‹Countdown› - b) ‹Ignition› - c) ‹Third Stage›» | Tom Scholz              | 2:55     |  |
| 3.             | «Cool the Engines»                                               | Delp / Scholz / Sheehan | 4:23     |  |
| 4.             | «Can'tcha Say (You Believe in Me)/Still in Love»                 | Tom Scholz              | 4:11     |  |
| 16:42          |                                                                  |                         |          |  |

## Créditos
- Brad Delp — voz principal y coros
- Tom Scholz — guitarra, bajo, batería, piano, teclados, órgano y efectos de sonido
- Fran Sheehan — bajo
- Jim Masdea — batería
- Sib Hashian — batería

## Posicionamiento en las listas
| Año  | País           | Lista                            | Posición máxima |
| ---- | -------------- | -------------------------------- | --------------- |
| 1987 | Canadá         | RPM Magazine Top 100 Singles     | 88.º            |
| 1987 | Estados Unidos | Billboard Hot 100                | 20.º            |
| 1987 | Estados Unidos | Billboard Mainstream Rock Tracks | 7.º             |